# Спиртова промисловість України

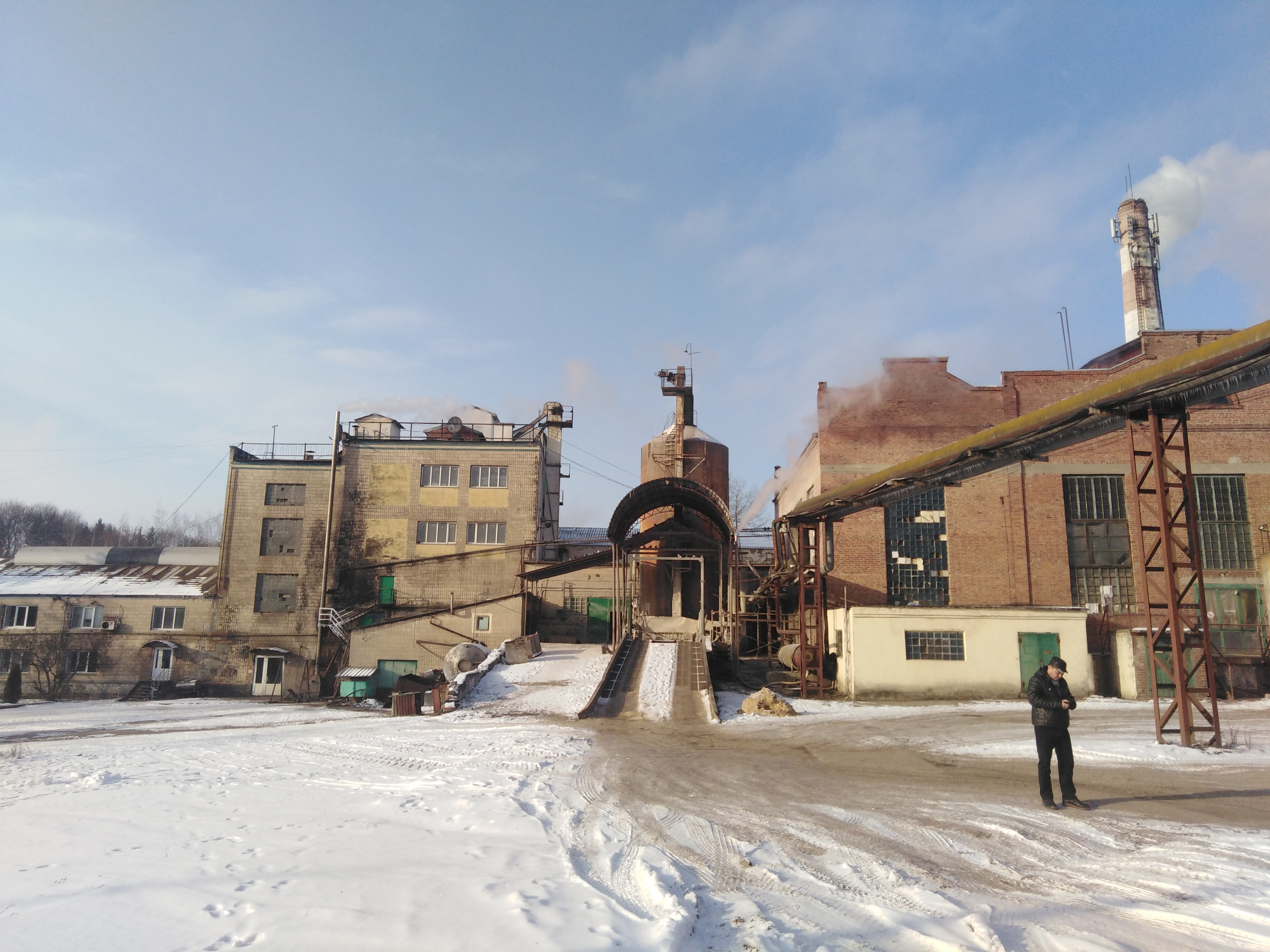
Караванський спиртовий завод

Спиртова промисловість — це одна з галузей харчової промисловості України, яка виготовляє етиловий ректифікований спирт і спирт-сирець.

## Історія

### До 1914
В Україні ґуральництво відоме з XV століття, але більше розповсюдилося виробництво горілки лише в першій половині XVI століття; горілка стала, воднораз з медом й пивом, головним алкогольним напоєм; сировиною для горілки було переважно жито. Ґуральні були в руках поміщиків, і майже кожний дідич мав ґуральню, яка продавала продукцію на місці в корчмах, що їх вони звичайно віддавали в оренду євреям (докладніше див. Пропінація). Прибуток з пропінації був одним з головних доходів дідича. Право пропінації (на Правобережжі й у Галичині існувало до XIX століття) було основною причиною пияцтва сільського населення. У Козацькій і Козацько-гетьманській державі власниками ґуралень була козацька старшина, міщани, монастирі тощо. Ґуральні в XVII століття були малими підприємствами на 4 — 6 казанів, на яких працювало зазвичай кілька місцевих селян і лише кілька місяців на рік. У другій пол. XVIII століття техніка ґуральні покращала (прості казани, що давали в сер. 1 відро горілки, почали заміняти удосконаленими англійськими кубами з продуктивністю 4 — 25 відер на добу); виникали й більші ґуральні (наприклад, кн. Безбородька в Золотоноському пов. давала в кін. XVIII століття 900 гектол на рік), з'являлися перші спеціалізовані заводи. За ревізією 1782 року на Лівобережжі на 2 863 заводів, винниці становили 2 666 (93 % всіх). 1801 року їх мало бути на Наддніпрянщині 7 839 з річною продукцією 62 млн л горілки.
З 1820-х pp. з'явилися в Україні перші парові ґуральні; одночасно старі, т. зв. вогневі закривались або реконструювалися і виникало щораз більше модерних великих заводів, тому число ґуралень зменшувалося, хоч продукція спирту (40 градусного) зростала:
| Рік                    | 1840  | 1860  | 1913 |
| ---------------------- | ----- | ----- | ---- |
| к-сть заводів          | 3 595 | 2 407 | 586  |
| продукція в млн гектол | 2,0   | -     | 4,0  |

На зменшення числа заводів вплинуло також скасування кріпацтва, а тим самим безкоштовного робітника. Проте власники ґуралень і далі мали ту вигоду, що, переробляючи на місці зерно або картоплю на спирт, не мали труднощів в їхньому збуті; і далі в Україні переважали невеликі ґуральні, що належали поміщикам. З розвитком техніки перегонки почалося поступове відокремлення спиртової промисловості від горілчаної і виділення її в самостійну галузь. Найбільше ґуралень було на Поліссі і Лівобережжі, де була сировина (картопля, жито і відходи цукроварства — меляса); найбільші заводи розміщувалися в Катеринославській, Київській і Харківській губ. Кількість постійних робітників в спиртовій промисловості — 6 500 (1907), разом з сезоновими — значно більше. Продукція спирту в Україні становила 29 % всеімперської; бл. 90 % її ішло на виготовлення горілки.
В Україні, як і в усій Російській Імперії (також на укр. землях в Австро-Угорщині), продаж горілки був державною монополією. Її здійснювали до 1863 при допомозі системи викупів (оренди) продажу приватним покупцям за високу ціну, згодом регулярним акцизом; 1895 введено державну монополію продажу горілки, яку однак далі виробляли приватники (1913 акциз становив 78 % ціни горілки). Прибуток з продажу горілки являв собою важливу позицію в бюджеті держави, тим більше, що споживання горілки було велике (в Україні 1913 — 6,5 л річно на особу).
На українських землях в Австро-Угорщині спиртова промисловість була найрозвиненішою галуззю харчової промисловості. Це були невеликі заводи дідичів. На поч. XX століття було їх в Галичині бл. 400 з річною продукцією бл. 300 000 гектол (пересічно на один завод — 750; на Центральних і Східних Землях — 6 800).

### 1914— 80 pp.
27 липня 1914 року в Російській імперії був підписаний закон про підвищення активності спирту (з 11 до 20 копійок за градус).
Після початку Першої світової війни в Російській імперії був введений «сухий закон». 27 серпня 1914 року продаж спирту, горілки та горілчаних виробів для місцевого споживання було припинено до закінчення війни, торгівля виноградним вином міцністю понад 16 градусів та виробництво пива міцністю понад 3,7 градусів також заборонялися.
На місцях виконання вимог закону відбувалося повільно, при опорі з боку виробників та торговців спиртним, а також саботажі заходів представниками місцевої влади. У низці місць торговці спішно розпродавали «старі запаси»; у деяких місцях вилучене владою спиртне не знищувалося, а продавалося. Надалі збільшилися постачання спирту в парфумерну промисловість (яка різко збільшила виробництво одеколону). Також у країні було зафіксовано використання як основи для виготовлення спиртних напоїв медичного спирту та вживання сурогатів (одеколону, політури, технічного спирту та ін.)…
До 1917 року виробничі потужності галузі були в основному зосереджені на території Катеринославської, Київської та Херсонської губерній.
Під час першої світової і перших визвольних змагань спиртові заводи на Центральних і Східних Землях не працювали; 1921 — ледве 21, і вони дали 130 млн л продукції. Щойно за НЕП спиртова промисловість піднеслася; 1928 82 заводи виробили 6,7 млн декад спирту-сирцю, на них працювало 4 300 осіб. У ході індустріалізації 1930х років вони були реконструйовані та оснащені новим обладнанням.
У середині 1930-х pp. продукція спирту досягла довоєнного рівня; 1940 вона дала вже 26,5 декал спирту-сирцю. На розвиток спиртової промисловості вплинуло застосування етилового спирту для одержання синтетичного кавчуку. На додаток до виробництва спирту з картоплі, зерна та меляси було опановане виробництво технічного спирту з гідролізатів деревини та сульфатних лугів.
На західних українських землях спиртова промисловість за міжвоєнний період значно знизилася: в Галичині працювало у 1926 році 287 ґуралень з річною продукцією 11 500 декал; число для північно-західних земель: 452 і 1 200. Це все були невеликі заводи. Причиною спадку продукції (вона залишилася подібною до 1938) було зменшення споживання алкогольних напоїв і конкуренція високо поставленої спиртової промисловості в Західній Польщі.
Після нового занепаду у 1941 — 45 спиртова промисловість досягла 1951 довоєнного рівня і відтоді постійно зростає. Разом з цим вона зазнає технічної модернізації і концентрації виробництва. Кількість заводів зменшилася до 348 у 1940 і до 95 у 1965; з того часу вона устабілізувалася (1970 — 96 зав.); зокрема на Західній Україні ліквідовано більшість малих заводів.
| Рік         | 1913 | 1928 | 1932 | 1937 | 1940 | 1945 | 1950 | 1955 | 1960 | 1965 | 1970 | 1975 | 1980 |
| ----------- | ---- | ---- | ---- | ---- | ---- | ---- | ---- | ---- | ---- | ---- | ---- | ---- | ---- |
| Виробництво | 16,0 | 6,7  | 10,7 | 20,9 | 26,5 | 6,6  | 22,8 | 33,9 | 38,7 | 47,9 | 56,4 | 64,8 | 68,5 |

Продукція спирту-сирцю в УРСР становила в 1974 році 35 % всесоюзної і 9 % світової (третє місце у світі після США і РРФСР). 1963 року в спиртовій промисловості в УРСР працювало 10800 працівників. Не зважаючи на зростання спиртової промисловості в абсолютних числах, її участь в усій харчовій промисловості зменшується і становить 2 — 3 %. Помітні зміни наступили в складі сировини, яку переробляють на спирт: 1913 з меляси було вироблено 6 % всього спирту, з зерно-картопланої сировини (жита, кукурудзи і гол. — бл. 75 % з картоплі) — 94 %; відсотки па 1940: 38 і 62, на 1958 — 23 і 77, на 1970 — 10 — 15 і 85 — 90 (для всього СРСР — 50 і 50). Частину спиртової промисловості вивозять з УРСР до ін. республік і за кордон.
Станом на початок 1984 року географічне розміщення спиртової промисловості таке, як раніше: головно у лісостепу, менше — у лісовій смузі. Найбільший завод — Лохвицький спиртовий комбінат (з 1934; 1968 виробив 3,2 млн декал спирту-сирцю, 2 742 т вуглекислоти, 6 791 т хлібних дріжджів, 227 т гліцерину), Андрушівський спиртовий комбінат (Житомирська область), Барський і Калинівський (Вінницька область), Івашківський (Харківська область), Косарський (Черкаська область), Лужанський (Чернівецька область), Жовтневий (Полтавська область) спиртові заводи. На підприємствах спиртової промисловості виготовляють у спеціальних цехах (понад 60) кормові і хлібопекарські дріжджі, рідку вуглекислоту, кормові вітаміни «В 12» й ін.
Основною сировиною для виробництва спирту були відходи цукробурякового виробництва (для нехарчових цілей велику кількість етанолу отримували гідролізом рослинних нехарчових матеріалів або хімічним синтезом); основними споживачами спирту були харчова промисловість, медицина та радіоелектронна промисловість.
Науковими питання спиртової промисловості в Україні розробляє Український НДІ спиртової і лікеро-горілчаної промисловості у Києві.
Спиртова промисловість діяла у виробничій кооперації з підприємствами лікеро-горілчаної, цукрової та інших галузей харчової промисловості. Після початку у травні 1985 року антиалкогольної кампанії в СРСР обсяги виробництва та реалізації продукції були зменшені, частина виробничих потужностей була перепрофільована (так, 1986 року Монастирищенський спиртовий завод у Черкаській області було перетворено на фармацевтичний завод).

### Після 1991
Після проголошення незалежності України підприємства перейшли у відання державного комітету харчової промисловості України, обмеження на виробництво алкоголю було скасовано.
У березні 1995 року Верховна Рада України внесла 60 спиртових та 16 лікеро-горілчаних заводів до переліку підприємств, приватизація яких заборонена у зв'язку з їх загальнодержавним значенням.
Після створення у червні 1996 року державного концерну спиртової та лікеро-горілчаної промисловості «Укрспирт», 76 спиртзаводів та 17 підприємств лікеро-горілчаної промисловості були передані у відання концерну «Укрспирт».
У липні 2010 року державний концерн «Укрспирт» було перетворено на державне підприємство «Укрспирт».

## Сучасний стан
11 грудня 2019 року президент В. А. Зеленський скасував державну монополію на виробництво спирту (з 1 липня 2020 року), 12 серпня 2020 року Кабінет Міністрів України дозволив приватизацію підприємств спиртової промисловості.
15 жовтня 2020 року Фонд державного майна України оголосив про продаж на аукціоні 41 спиртзаводу загальною виробничою потужністю 36 млн декалітрів на рік, що входять до ДП «Укрспирт», та ще 37 підприємств концерну «Укрспирт» (це 100% підприємств галузі). При цьому нові заводи можна буде будувати лише з 2021 року, крім того, для стимулювання інвестицій у цю сферу держава заборонила імпорт спиртової продукції до 2024 року. До 31 грудня 2020 року було продано 20 спиртзаводів.